# Sungai Pasir Putih
Sungai Pasir Putih is een bestuurslaag in het regentschap Indragiri Hulu van de provincie Riau, Indonesië. Sungai Pasir Putih telt 1427 inwoners (volkstelling 2010).